# Folclore udmurto
Il folclore udmurto è inteso sia in senso ampio (kalyk oner, kalyk todon-valan, kalyk viz - conoscenza popolare, saggezza popolare), sia in uno più ristretto (kalyk kylos, kalyk kylburet - poesia popolare, poesia orale). Nella vita di tutti i giorni, il folklore non è diviso in generi, è percepito in unità con la cultura materiale, con aspetti religiosi, legali ed etici. I termini-definizioni popolari hanno incorporato l'azione rituale (syam, nerge, yilol, kiton, kuyaskon, syan, madiskon), parole simbolicamente figurative (madkyl, vyzykyl, tunkyl, kylbur), comportamento musicale e coreografico (krez, gur, shudon-serekyan, thatchan, ecton)
Il posto, il ruolo e le forme del folklore nella vita degli Udmurti sono espressi più chiaramente nell'etimologia dei termini con la stessa radice mad, madkyl, madiskon, che significano, rispettivamente, "dire, raccontare, lodare, cantare, indovinare, trasmettere il segreto". La radice mo si trova in quasi tutte le lingue ugrofinniche e ha il significato "insegnare, consigliare, trasmettere esperienza, imparare il mondo". Vari incantesimi, o tunkyl, hanno un significato magico: richiami alla natura, agli animali e agli uccelli; giuramenti, congratulazioni, maledizioni, nonché battute quotidiane, pronunciate durante l'esecuzione dell'azione rituale o al di fuori di essa (raccolta delle primizie e delle bacche, attraversamento del fiume, guarigione, raccolta dell'acqua dalla sorgente, conclusione della raccolta, ecc.)

## Incantesimi
I generi del folclore, sorti in tempi diversi, riflettevano nelle immagini artistiche le fasi della conoscenza umana della natura e della società circostanti. Secondo le credenze, tutta la natura era abitata da creature capaci di aiutare o ostacolare, danneggiare una persona. Pertanto, in diversi casi, sono stati affrontati con l'aiuto di incantesimi, che costituivano una sezione separata della poesia rituale.
Gli incantesimi includono formule verbali, tra cui, prima di tutto, le frasi pronunciate durante l'esecuzione di azioni magiche durante il rito o al di fuori di esso (attraversare il fiume, raccogliere acqua da una fonte, raccogliere frutti e bacche, terminare il raccolto, casi elementari di guarigione e eccetera).
L'origine e le funzioni iniziali degli incantesimi sono molto serie e sono associate all'antica mitologia pagana, profondamente radicata nella vita degli Udmurti. Ma nel tempo sono diventati un gioco, poiché sono state introdotte molte cose interessanti e divertenti. Fondamentalmente, queste canzoni consistono di due parti: nella prima - un appello al sole, alla pioggia, ecc.; nel secondo - un appello a premiare qualcosa per richieste soddisfatte o una spiegazione-motivazione della richiesta: "Shundye, pӧt, pӧt; Achim vӧёk nyan sёto" - "Il sole, vieni fuori, vieni fuori; Darò il pane e il burro".
Gli incantesimi si dividono in incantesimi domestici, di guarigione e d'amore. Gli udmurti svilupparono in modo particolare incantesimi economici, che venivano eseguiti durante preghiere private e pubbliche dal capofamiglia o da sacerdoti speciali. Questi erano appelli a vari tipi di divinità (la trinità degli dei supremi Inmar, Kyldysin e Kuazu, il santo patrono della famiglia e della felicità) con la richiesta di inviare benessere economico e familiare, salute e felicità.

## Proverbi
I proverbi degli udmurti rappresentano un insieme di regole di saggezza mondana, etica popolare.
Esprimono l'atteggiamento delle persone verso i vari vantaggi e svantaggi di una persona, contengono una valutazione della vita familiare, delle relazioni familiari, dell'amicizia e dell'amore, del collettivismo, della ricchezza e della povertà, hanno incarnato la comprensione della felicità e del dolore, della vita e della morte. Ecco solo alcuni esempi: 
- "Pӧyan no kyshkan odӥg kisyn kylyo"  -  "L'inganno e la codardia sono in una tasca".
- "Shoner kyryzhez vorme" - "La verità vince la falsità".
- "Odӥg kiyn gerd dumyny but angoli"  -  "Non puoi fare un nodo con una mano" .
- "Vizmoly rear - shunyt, viztemly - sutskon"  -  "L'intelligente si riscalderà vicino al fuoco e lo stupido si brucerà".
- "Byzyny kaptcha, piosmurtly derem vuryny seyt"  -  "È facile sposarsi, è difficile per un marito cucire una camicia".
- "Samoj sekyt uzh — tek ulon"  -  "Il lavoro più duro è l'ozio". [1]

## Leggende

### Leggende mitologiche
Nelle leggende mitologiche, i motivi della creazione primordiale, l'apparenza di fatti e realtà sono rielaborati in linea con la predominanza di atteggiamenti morali ed etici. Un esempio è una storia secondo la quale sono apparse macchie sulla luna dopo che una povera ragazza che viveva con una cattiva matrigna ha chiesto protezione alla luna, e la luna l'ha portata a casa sua quando la ragazza è andata a prendere l'acqua in una delle sere di Natale. Da allora, dicono, è rimasta lì, e durante la luna piena sia la ragazza stessa che la sedia a dondolo con i secchi sono chiaramente visibili.
Molti testi sono correlati a soggetti e immagini bibliche, ma, a differenza delle leggende, il loro contenuto è intrecciato con idee arcaiche, come, ad esempio, nella leggenda "Sulla creazione del mondo". I suoi eroi sono Inmar (Dio) e Shaitan (Diavolo). Inmar, volendo creare il mondo, invia Shaitan a prendere la terra dal fondo dell'oceano mondiale. Dopo aver dato la terra a Inmar, Shaitan ne nasconde i chicchi dietro le guance, ma quando la terra, al comando di Inmar, inizia a crescere, è costretto a sputarla. Questo fatto, secondo la leggenda, è la ragione dell'irregolarità della superficie terrestre.

### Leggende storiche
Nelle leggende storiche degli Udmurti, ci sono diversi cicli principali: sugli abitanti più antichi della regione, eroici.

### Leggende sugli abitanti più antichi della regione
I personaggi principali di questo ciclo sono i giganti - Alangasars (Udmurti meridionali), giganti - Zerpals (Udmurti settentrionali). Sono diversi dagli umani in termini di tempo di vita sulla terra, intelligenza e incapacità di creare valori culturali. La loro caratterizzazione è focalizzata sulla crescita e sulla forza: camminano nella foresta, come sulle ortiche, combattano usando come arma gli alberi sradicati. Non hanno vestiti, strumenti e non sanno usare il fuoco. Riscaldandosi vicino al fuoco, si proteggono dal suo calore con l'argilla, spalmandosi i piedi. Avendo trovato una creatura sulla terra che sa lavorare (coltivare il pane, allevare le api), sono costretti a lasciare i loro vecchi habitat. Vanno a nord, trasformandosi in enormi massi, o muoiono in fosse, seppellendosi vivi. La prova della presenza di lunga data di giganti in una particolare area è spesso il nome di colline - montagne e colline (Alai pydtysh - il tallone di Alay, Alangasar gurez - montagna Alangasar, Zerpal lay - collina di Zerpala). La superficie irregolare, secondo la leggenda, è il terreno che è caduto dal piede dei giganti.
Alangasar è diventato il punto di partenza per la creazione di due tipi di immagini nel folclore Udmurto: eroi (detti Bogatyr) e creature mitiche. I Bogatyr sono diventati i successori della loro forza fisica, mentre creature mitiche sono diventati i successori della "mente". I primi sono diventati personaggi nelle leggende del ciclo eroico, il secondo - nei racconti mitologici. Alangasar nella tradizione arcaica è un'immagine esagerata del passato, un ricordo del tempo mitico, "preumano".
Le leggende degli Udmurti sugli Bogatyri-eroici hanno ricevuto lo sviluppo locale. Gli udmurti del Nord, ad esempio, non conoscono i personaggi epici delle regioni meridionali. Il folclore dell'Udmurtia centrale ha la sua cerchia di eroi. I collezionisti di arte popolare orale non hanno registrato testi epici che avrebbero un suono nazionale. Tuttavia, i testi epici che esistono in diverse regioni e raccontano di bogatyri diversi, nel frattempo, hanno caratteristiche comuni che contribuiscono alla loro unificazione in determinati generi e hanno sviluppato la propria forma d'arte.
La stragrande maggioranza dei testi epici, con poche eccezioni, è narrata in una presentazione prosaica. Il narratore conduce la sua storia, come se rievocasse eventi passati. È come se lui stesso credesse in ciò di cui parla e facesse credere agli ascoltatori in ciò che è stato detto. Questo crea uno stile distinto di narrazione. Un episodio dopo l'altro sono legati su un filo e creano una trama speciale.
Gli eventi rappresentati nelle opere si svolgono nella regione di Kama. Pertanto, i testi contengono spesso immagini della natura, caratteristiche di questa regione: campi e foreste, prati e fiumi, montagne e valli. La flora e la fauna sono tipiche della zona. L'azione può svolgersi in qualsiasi momento della giornata (mattina, pomeriggio, sera) e dell'anno (estate, inverno, ecc.). Il luogo dell'azione, di regola, è specificato, indicato più o meno precisamente. Ciò è chiaramente indicato dai toponimi trovati nei testi: i nomi di insediamenti, fiumi, laghi, montagne, campi, ecc. Tra questi, ad esempio, Kama (affluente del Volga), Vala, Čepca, Kilmez, Toima, Iž (fiume), Pazyal, Mozhga, Dondykar, Karyil, Porshur.
Una delle tecniche artistiche più diffuse è l'iperbole, che viene utilizzata per descrivere vari eventi e azioni, soprattutto quando si creano immagini di eroi. La teoria rilevata dai folcloristi nota che: più lontano da noi nel tempo si sono verificati gli eventi descritti, maggiore è il grado di esagerazione dei fatti. Dalla natura dell'iperbole è possibile stabilire approssimativamente l'epoca degli eventi descritti.
La leggenda "Esh-Terek" racconta la lotta del eroe Udmurto con i bigers (tartari). Nel testo dell'opera non sono presenti dati che indichino un preciso momento storico. Situazioni di conflitto simili erano possibili durante il periodo dello stato Volga-Bulgar (secoli IX-XII) e durante il giogo tartaro (secoli XIII-XVI). L'analisi dell'iperbole come dispositivo artistico suggerisce che il lavoro riflette un tempo precedente all'interno delle ere indicate.
Esh-Terek è un potente eroe. Lui e l'arma devono corrispondere alla sua forza. "Ha sradicato un albero di acero, ha spezzato rami e si è piegato in un arco. Gli eroi “fondarono nuovi insediamenti e fortezze su anguille alte, vicino al fiume. In quei luoghi dove non trovavano montagne per punizione e fortezze, afferrarono una collinetta con la mano, la tirarono su fino alle dimensioni di una montagna e si stabilirono su questa montagna con i loro compagni, gli stessi eroi degli stessi principi". 
In questi casi, l'iperbole svolge sia una funzione artistica che una funzione di servizio, esagerando per enfatizzare qualsiasi caratteristica dell'eroe. Simboleggia il potere e la forza del clan, il cui leader è il bogatyr. Le immagini degli eroi acquisiscono un carattere generalizzato: attraverso le loro  azioni, viene narrata la vita di un intero  tribù. Le immagini degli eroi riflettono il periodo di formazione della famiglia patriarcale, quando la vicinanza di sangue delle persone iniziò a essere determinata lungo la linea maschile.

## Fiabe
Come nel folclore di altri popoli, gli udmurti hanno fiabe: sugli animali, sociali o romanzesche e magiche.

### Fiabe sugli animali
In termini di contenuto e caratteristiche letterarie, le fiabe sugli animali sono storie divertenti sulle abitudini e le avventure degli animali e allo stesso tempo enfatizzano narrazioni allegoriche con un profondo significato sociale. I personaggi più comuni nei racconti di animali - una volpe, un lupo, un orso, una lepre, un gatto, un gallo, un montone, un cane - hanno caratteristiche tradizionali stabili, l'allegorismo delle loro immagini è abbastanza comprensibile per il lettore. Storie divertenti sulle abitudini e le avventure degli animali portano tracce di idee totemistiche, visioni mitologiche degli antenati degli Udmurts. Queste narrazioni allegoriche con un profondo significato sociale sono utilizzate per scopi didattici.

### Fiabe romanzeshe-sociali
Un genere peculiare del repertorio fiabesco degli Udmurti è costituito dai racconti novellistici. In termini di contenuto e forma, sono vicini alle storie umoristiche o satiriche di tutti i giorni. Gli eroi di questi racconti: fratelli poveri e ricchi, un uomo e un gentiluomo, mercanti, sacerdoti, persone abili e astute - non commettono atti incredibili, non combattono mostri, agiscono in un normale ambiente quotidiano. L'arma principale dei racconti sociali e di tutti i giorni è la risata: ridicolizzano i vizi umani: avidità, invidia, testardaggine, stupidità, pigrizia, ecc. Senza allegorie espone profonde contraddizioni sociali e convince gli ascoltatori dell'ingiustizia delle norme sociali esistenti.

### Fiabe magiche
Tra le fiabe magiche, un posto significativo è occupato dai racconti di varie creature mitologiche: Vodyanoy (wumurt, vukuzo), Lešij (nyulesmurt), Domovoj (korkakuzyo), mezza creatura (palesmurt), creatura dai denti lunghi (kuzpinemurt), spirito malvagio (peri), ecc. Ci sono anche personaggi femminili: obyda, kukri-baba, kyshno Kalmyk. Queste creature sono solitamente antagoniste del personaggio principale, un cacciatore, un pescatore, un apicoltore. In alcune opere prevalgono creature mitologiche, in altre - una persona, che, ovviamente, è un riflesso delle diverse fasi delle credenze delle persone. Questi racconti sono arcaici nella trama, nella composizione dei personaggi e nelle occupazioni dei personaggi principali: caccia, pesca, apicoltura. 